# Ekonomiåret 2007

## Händelser

### Februari
- 8 februari - Vattenfall redovisar en vinst på 19 miljarder SEK för föregående år.[1]

### Mars
- 7 mars – Villapriserna i Sverige har stigit med fem % det senaste året, medan bostadsrätterna blivit 13 % dyrare. Siffrorna kommer från Mäklarstatistik. Snittpriset ligger på 12 727 000 SEK för en villa, och 1 206 000 SEK för en bostadsrätt. I Stockholms innerstad närmar sig snittpriserna på bostadsrätter 50 000 SEK per kvadratmeter.[1]
- 9 mars – Bill Gates toppar tidningen Forbes lista över miljardärer.[1]

### April
- 16 april - Sveriges finansminister Anders Borg presenterar den svenska regeringens vårbudgetproposition.[1]

### Maj
- 2 maj
  - Venezuelas president Hugo Chavez meddelar att landet tänker lämna Världsbanken i protest mot USA:s kontroll över ekonomin i Sydamerika.
  - Sveriges oppositionspartier, socialdemokraterna, vänsterpartiet och miljöpartiet presenterar sina skuggbudgetalternativ.
- 8 maj – Sveriges tidigare statsminister Göran Persson blir seniorrådgivare på PR-byrån JKL.[1]
- 9 maj – En bedrägerihärva har seglat upp i den svenska bankvärlden, och kunder hos SEB, Svenska Handelsbanken och Nordea får sina kort utbytta, då kortnummer hamnat i orätta händer.[1]
- 10 maj – Cristina Stenbeck blir ordförande i Kinnevik.[1]
- 10-13 maj - Svenska mästerskapen i ekonomi arrangeras av Föreningen Ekonomerna vid Stockholms universitet med Handelshögskolan i Göteborg som vinnare.
- 17 maj - Paul Wolfowitz meddelar att han från den 30 juni 2007 avgår som ordförande för Världsbanken, efter kritik om att otillbörligt ha gynnat en flickvän som arbetade inom organisationen.

### Juni
- 12 juni – I Sverige meddelar LO att löneskillnaderna mellan chefer och industrianställda ökade åren 1998–2005, då chefernas inkomster ökade med 55 %, arbetarnas med 24 %.[1]
- 30 juni – Paul Wolfowitz avgår som chef för Världsbanken.[1]

### Juli
- 13 juli – Joachim Posener, åtalad i Trustorhärvan 1997, är inte efterlyst längre, då brottet han misstänks för preskriberats.[1]
- 15 juli – Ford, förbereder försäljning av Volvo Personvagnar med en prislapp på åtta miljarder amerikanska dollar.[1]

### Augusti
- 1 augusti – Inflationen i Zimbabwe uppgick föregående månad till 7 634,8 % enligt CSO.[1]
- 29 augusti-2 september - Ikea inviger sitt nya varuhus i Karlstad.

### September
- 4 september – En genomsnittlig svensk man tjänar i snitt 4 300 SEK mer per månad än en genomsnittlig kvinna enligt årets lönerapport från Medlingsinstitutet och SCB.[1]
- 10 september – USA genomlider värsta bostadsmarknadsnedgången på 16 år, då osäkra bostadskrediter och subprimelån getts till låntagare med dåliga säkerheter och låga inkomster, vilka inte kan betala.[1]
- 18 september – Världsmarknadspriset på råolja stiger till rekordhöga 81:24 amerikanska dollar per fat, vilken förklaras med oro inför kommande vinters stärkta efterfrågan från storkonsumerande Europa och Nordamerika.[1]
- 28 september – I Sverige dömer Finansinspektionen Carnegie, anrik investementbank och mäklarfirma som tidigare under året avslöjats ha blåst upp optionsvärden så att resultatet blivit bättre och bonusar till toppcheferna högre, efter omfattande granskning till högsta möjliga bötesbelopp, vilket lyder på 50 miljoner SEK. Samtidigt krävs att de byter ut VD:n och styrelsen. Detta har tidigare aldrig skett med ett så stort börsnoterat företag i Sverige.[1]

## Bildade företag
- StatoilHydro, norsk olje- och gaskoncern.
- Zynga, amerikanskt datorspelsföretag.

## Uppköp
- Söderhamns Sparbank köps upp av Swedbank.

## Konkurser
- Bashkirian Airlines, ryskt flygbolag.
- Eastjet, svensk flygresearrangör.
- Fly Air, turkiskt flygbolag.
- 2 mars - Flyme, svenskt flygbolag.[1]
- Gamepark Holdings, sydkoreanskt datorspelsföretag.
- Mangismo, danskt serieförlag.

## Priser och utmärkelser
- Sveriges Riksbanks pris i ekonomisk vetenskap till Alfred Nobels minne – Leonid Hurwicz, Eric Maskin och Roger Myerson.

## Avlidna
- 12 februari – Johan Björkman, 62, svensk finansman.
- 25 augusti – Raymond Barre, 83, fransk ekonom och premiärminister.

### Fotnoter
1. 1 2 3 4 5 6 7 8 9 10 11 12 13 14 15 16 17   När Var Hur 2008. DN